# Трамвай Усолля-Сибірського
Трамвай Усолля-Сибірського — діюча трамвайна мережа міста Усольє-Сибірське, Росія.
Будівництво мережі розпочато у 1963. Введено в експлуатацію 16 лютого 1967, коли запрацювало дві лінії:
- № 1 «Трампарк — 9 їдальня»
- № 2 «9 їдальня — Ринок»

## Маршрути на початок 2010-х
- № 1 Трампарк — ПЗО
- № 2 Железнодорожный вокзал — ПЗО
- № 3 Трампарк — Железнодорожный вокзал
- № 4 Железнодорожный вокзал — Магистральная

## Рухомий склад на початок 2010-х
| тип      | штук |
| -------- | ---- |
| KTM-5    | 38   |
| KTM-5A   | 3    |
| KTM-5RM  | 2    |
| KTM-8K   | 1    |
| KTM-8KM  | 1    |
| KTM-19KT | 2    |

## Ресурси Інтернету
- Трамвай Усолья-Сибирского на СТТС
- Трамвай Усолья-Сибирского на сайте ymtram.mashke.org
- Список вагонов трамвайного депо
- Об истории строительства трамвая